# Domani (Mauro Pagani)
Domani è un album del 2003 di Mauro Pagani.
La canzone Fine febbraio vede la partecipazione di Luciano Ligabue.
Il brano The Big Nothing, composto ed eseguito assieme a Raiz, è ispirato ad una poesia di T.S. Eliot.
La canzone Domani è stata reincisa nel 2009 in una speciale cover dal titolo Domani 21/04.2009 dal supergruppo Artisti Uniti per l'Abruzzo per devolvere interamente i proventi della vendita del disco alla campagna Salviamo l'arte in Abruzzo.

## Tracce
1. Domani – 7:24 (Mauro Pagani)
2. Per sempre – 5:27 (testo: Mauro Pagani, Carlos Alfonso Valdes, Victoriano Puebla de Montoya – musica: Mauro Pagani, Carlos Alfonso Valdes)
3. Parole a caso (feat. Morgan) – 2:38 (testo: Mauro Pagani e Marco Castoldi – musica: Mauro Pagani)
4. The Big Nothing (feat. Raiz) – 5:34 (testo: Mauro Pagani – musica: Mauro Pagani e Gennaro Della Volpe)
5. Frontefreddo – 3:44 (Mauro Pagani)
6. Nessuno – 4:09 (Mauro Pagani)
7. Fine febbraio (feat. Ligabue) – 3:36 (testo: Mauro Pagani – musica: Mauro Pagani e Luciano Ligabue)
8. Sarà vero – 3:14 (Mauro Pagani)
9. Alibumaié – 4:44 (Mauro Pagani)
10. Gli occhi grandi – 3:44 (Mauro Pagani)
11. Quiero – 3:16 (testo: José Martí – musica: Mauro Pagani)
12. Psycho p. – 3:14 (Mauro Pagani)
13. Ding ding – 1:44 (Mauro Pagani)

## Musicisti
- Mauro Pagani - voce, bouzouki, chitarra, organo Hammond, flauto, fifthar, pianoforte, tastiera
- Joe Damiani - batteria (1, 4, 6, 7, 8, 9, 12)
- Ermanno Carlà - basso (1, 6)
- Luca Scarpa - pianoforte (1)
- Edoardo De Angelis Ensemble (EdoDea) - archi (1, 3, 10)
- Eugenio Doria - batteria (2, 11)
- Carlos Alfonso - voce, basso (2, 11)
- Ele Valdés - voce (2, 11)
- Lien Díaz - voce (2, 11)
- Oney Cumba - percussioni (2, 11)
- José Luis Almarales - chitarra (2, 11)
- Esteban Puebla - tastiera (2, 11)
- Equis Alfonso - voce, tastiera (2)(11)
- Morgan - voce, pianoforte, tastiera (3)
- Raiz - voce (4, 9)
- Ash - basso (4, 8, 12)
- Max Costa, D.RaD - grooves, loops, sounds, programmazione (4, 5, 7, 8, 9, 12)
- Mohssen Kassirosafar - daf e zarb (6)
- Flavio Zanon - basso (7)
- Vittorio Cosma - organo Hammond, pianoforte (7)
- Marco Brioschi - tromba (7)
- Luciano Ligabue - voce, chitarra acustica (7)
- Angela Baggi - cori (8, 9)
- Max Gabanizza - basso (9)
- Giorgio Cordini - chitarra (9)
- Mauro Di Domenico - chitarra classica (10)
- Taketo Gohara - programmazione e collaborazione all'arrangiamento (12)